# 1971年美國聯盟冠軍賽
1971年美國聯盟冠軍賽是美國職棒大聯盟第3屆美國聯盟冠軍賽，該系列賽採5戰3勝制。由美聯東區冠軍巴爾的摩金鶯對決美聯西區冠軍奧克蘭運動家，最後由金鶯3連勝橫掃運動家晉級世界大賽。
金鶯隊也在這年達成連續3年拿下美聯東區冠軍，並且在這3次的美聯冠軍賽中都以橫掃的方式晉級。

## 概要

### 巴爾的摩金鶯 對 奧克蘭運動家
巴爾的摩以3勝0負贏得系列賽
| 場次 | 客隊   | 比分 | 主隊   | 日期    | 球場                    | 觀眾人數 |
| ---- | ------ | ---- | ------ | ------- | ----------------------- | -------- |
| 1    | 運動家 | 3：5 | 金鶯   | 10月4日 | 紀念體育場              | 42621    |
| 2    | 運動家 | 1：5 | 金鶯   | 10月5日 | 紀念體育場              | 35003    |
| 3    | 金鶯   | 5：3 | 運動家 | 10月6日 | 奧克蘭–阿拉米達郡競技場 | 33176    |

## 逐場戰況

### 第一場
10月3日，巴爾的摩，紀念體育場
| 奧克蘭運動家                                        | 0 | 2 | 0 | 1 | 0 | 0 | 0 | 0 | 0 | 3 | 9 | 0 |
| 巴爾的摩金鶯                                        | 0 | 0 | 0 | 1 | 0 | 0 | 4 | 0 | X | 5 | 7 | 1 |
| 勝投： 戴夫·麥克奈利（1–0） 敗投： 維達·布魯（0–1） |   |   |   |   |   |   |   |   |   |   |   |   |

首場比賽，金鶯推出連續4年拿下單季超過20勝的王牌投手戴夫·麥克奈利先發。不過運動家在2局上就靠著3支長打先得到2分，4局上再添加1分。
0比3落後的金鶯隊，從4局下開始追分。Davey Johnson和Merv Pettenmund的連續2支二壘安打幫助球隊破蛋。
前6局只失1分的維達·布魯，在7局下2出局後出現狀況。他連續被3名金鶯打者敲出安打，單局一口氣掉了4分。
麥克奈利投完7局後退場，接替的Eddie Watt後援2局無失分。最後金鶯5比3逆轉拿下首勝。

### 第二場
10月4日，巴爾的摩，紀念體育場
| 奧克蘭運動家 | 0 | 0 | 0 | 1 | 0 | 0 | 0 | 0 | 0 | 1 | 6 | 0 |
| 巴爾的摩金鶯 | 0 | 1 | 1 | 0 | 0 | 0 | 1 | 2 | X | 5 | 7 | 0 |
| 勝投： Mike Cuellar（1–0） 敗投： 凱特費許·杭特（0–1） 全壘打： 運動家：無 金鶯：布魯克斯·羅賓森（2下,1分）、布格·波威爾 2（3下,1分、8下,2分）、Elrod Hendricks（7下,1分） |   |   |   |   |   |   |   |   |   |   |   |   |

這場比賽在前6局可說是一場精采的投手戰，凱特費許·杭特雖然被敲2支全壘打，不過都是陽春砲。而Cuellar的表現更好，只在4局上被運動家得到1分。
7局下，Elrod Hendricks的陽春砲幫助球隊取得2分領先。隨後布格·波威爾在8局下擊出單場雙響砲，一棒粉碎了運動家的反攻希望。最後金鶯以5比1聽牌。

### 第三場
10月5日，奧克蘭，奧克蘭–阿拉米達郡競技場
| 巴爾的摩金鶯 | 1 | 0 | 0 | 0 | 2 | 0 | 2 | 0 | 0 | 5 | 12 | 0 |
| 奧克蘭運動家 | 0 | 0 | 1 | 0 | 0 | 1 | 0 | 1 | 0 | 3 | 7  | 0 |
| 勝投： 吉姆·帕爾默（1–0） 敗投： Diego Segui（0–1） 全壘打： 金鶯：無 運動家：瑞吉·傑克森 2（3下,1分、8下,1分）、薩爾·班多（6下,1分） |   |   |   |   |   |   |   |   |   |   |    |   |

這場比賽雙方你來我往，金鶯隊先在首局打破鴨蛋，而運動家是在4局下靠著瑞吉·傑克森的陽春砲追平比數。
5局上，布魯克斯·羅賓森敲出帶有2分打點的安打，讓雙方打破平手僵局。雖然運動家在6局上靠著全壘打追到剩1分，不過7局上金鶯隊又追加2分。
傑克森在8局下敲出單場第2支全壘打，不過還是無法扭轉頹勢。最終金鶯以5比3贏球，連續3年以3連勝橫掃對手闖進世界大賽。

## 外部連結
- 1971 ALCS at Baseball-Reference（页面存档备份，存于）